# Aín
Aín (em valenciano e oficialmente) ou Ahín (em castelhano) é um município da Espanha na província de Castelló, Comunidade Valenciana. Tem 12,3 km² de área e em 2021 tinha 135 habitantes (densidade: 11 hab./km²).

## Demografia
| Variação demográfica do município entre 1991 e 2004 | Variação demográfica do município entre 1991 e 2004 | Variação demográfica do município entre 1991 e 2004 | Variação demográfica do município entre 1991 e 2004 |
| --------------------------------------------------- | --------------------------------------------------- | --------------------------------------------------- | --------------------------------------------------- |
| 1991                                                | 1996                                                | 2001                                                | 2004                                                |
| 131                                                 | 130                                                 | 155                                                 | 153                                                 |